# Nicolò Sagredo

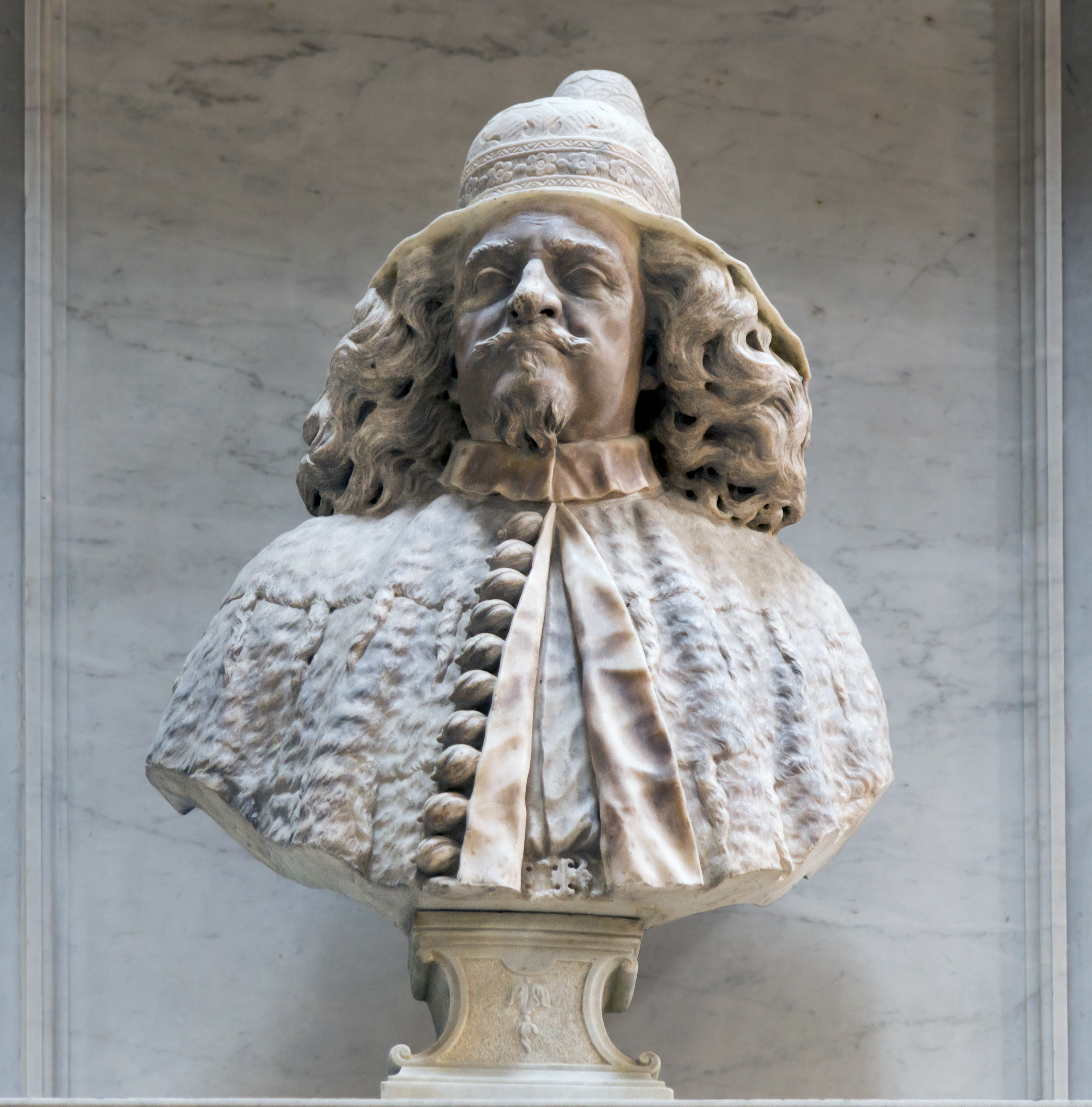
Buste dans la chapelle Sagredo à San Francesco della Vigna

Nicolò Sagredo (né le 18 décembre 1606 à Venise et mort dans la même ville le 14 août 1676) est le 105e doge de Venise élu en 1675, son dogat ne dure qu'un peu plus d'un an.
Si d'un point de vue international, après la paix avec les Turcs de 1669, il ne se produit rien, d'un point de vue intérieur, la vie se poursuit tranquillement entre fêtes et fastes.

## Biographie
Nicolò Sagredo est le fils de Zaccaria et de Paola Foscari. Sa vie politique n'est pas d'une grande importance et elle est bloquée par faute de son père, coupable de lâcheté face à l'ennemi (Valeggio en 1630), ce qui empêche ses fils et ses parents de faire carrière.
La honte leur interdit d'atteindre les sommets de l'État même si pendant la guerre de Candie, la mort héroïque de certains membres de la famille et les importants gains familiaux lui permettent de devenir ambassadeur et plus tard procurateur.
Les chroniqueurs le décrivent comme un homme médiocre, sans le sens politique mais avec quelques qualités, habile diplomate et orateur doué.

### Le dogat
Après la mort du vieux Domenico II Contarini, il est élu au premier tour de scrutin, le 2 février 1675, grâce à ses amitiés, et le fait qu'il ne dispose pas d'une grande personnalité. La joie de l'accession à la charge suprême est saluée par de grandes fêtes et de nombreux cadeaux.
La fête du sposalizio col mare (mariage avec la mer) de 1675 reste célèbre pour son faste et sa magnificence.
La politique de Sagredo se résume en une politique de réduction des coûts afin de sortir de la situation économique difficile résultant de la longue guerre de Candie à peine conclue.
En 1676 Andrea Celesti réalise son portrait pour la salle du scrutin du palais des Doges, puis il meurt le 14 août 1676 après trois jours de coma. Il est enterré dans la chapelle de la famille Sagredo dans l'église San Francesco della Vigna, où son monument est réalisé par Antonio Gai.